# آدولف سزار
آدولف سزار (انگلیسی: Adolph Caesar؛ ۵ دسامبر ۱۹۳۳ – ۶ مارس ۱۹۸۶) یک هنرپیشه اهل ایالات متحده آمریکا بود.
از فیلم‌ها یا برنامه‌های تلویزیونی که وی در آن نقش داشته است می‌توان به رنگ ارغوانی و باشگاه بهشت اشاره کرد.